# 星座灣
78°30′S 80°30′W / 78.500°S 80.500°W
星座灣（英語：Constellation Inlet）是南極洲的海灣，位於埃爾斯沃思地，長60公里、寬20公里，美國地質調查局根據測量和該國海軍的空中照片繪入地圖，現時由南極條約體系管理。